# Tales of the Vampires
Tales of the Vampires est un comics en cinq numéros, publié de décembre 2003 à avril 2004 chez Dark Horse Comics. C'est une mini-série dérivée de la série télévisée Buffy contre les vampires.

## Présentation
Tales of the Vampires est une mini-série (par la suite rassemblée dans un seul album), publiée par Dark Horse Comics et se déroulant dans le Buffyverse. Elle comprend une anthologie de récits écrits et dessinés par différents artistes. Chaque récit est raconté par un vieux vampire à un groupe de jeunes Observateurs. 

## Chapitres
| N° | N° Série U.S. | Titre français                    | Titre anglais                  | Scénariste     | Dessinateur                    |
| -- | ------------- | --------------------------------- | ------------------------------ | -------------- | ------------------------------ |
| 1  | 1             | Les Contes du vampire, Part I     | Tales of the Vampire, Part I   | Joss Whedon    | Alex Sanchez et Derek Fridolfs |
| 2  | 3             | Papa                              | Father                         | Jane Espenson  | Jason Alexander                |
| 3  | 2             | Où est le vampire Charlie ?       | Spot the Vampire               | Jane Espenson  | Scott Morse                    |
| 4  | 4             | La tempête                        | Dust Bowl                      | Jane Espenson  | Jeff Parker                    |
| 5  | 2             | Les Contes du vampire, Part II    | Tales of the Vampire, Part II  | Joss Whedon    | Alex Sanchez et Derek Fridolfs |
| 6  | 2             | Jack                              | Jack                           | Brett Matthews | Vatche Mavlian                 |
| 7  | 1             | Stacy                             | Stacy                          | Joss Whedon    | Cameron Stewart                |
| 8  | 3             | Les Contes du vampire, Part III   | Tales of the Vampire, Part III | Joss Whedon    | Alex Sanchez et Derek Fridolfs |
| 9  | 5             | Certains l'aiment chaud           | Some Like it Hot               | Sam Loeb       | Tim Sale                       |
| 10 | 1             | Le problème avec les vampires     | The Problems With Vampires     | Drew Goddard   | Paul Lee                       |
| 11 | 4             | Les Contes du vampire, Part IV    | Tales of the Vampire, Part IV  | Joss Whedon    | Alex Sanchez et Derek Fridolfs |
| 12 | 4             | Tel que Dieu l'a fait             | Taking Care of Business        | Ben Edlund     | Ben Edlund et Derek Fridolfs   |
| 13 | 5             | Les Contes du vampire, Part V     | Tales of the Vampire, Part V   | Joss Whedon    | Alex Sanchez et Derek Fridolfs |
| 14 | 3             | Antiquité                         | Antique                        | Drew Goddard   | Ben Stenbeck                   |
| 15 | 5             | L'âme en peine                    | Numb                           | Brett Matthews | Cliff Richards                 |
| 16 | 5             | Les Contes du vampire, conclusion | Tales of the Vampire, Part VI  | Joss Whedon    | Alex Sanchez et Derek Fridolfs |
| 17 | one-shot      | Carpe Noctem                      | Carpe Noctem                   | Jackie Kessler | Paul Lee                       |

## Publications

### Éditions françaises
La mini-série est proposée par l'éditeur Panini Comics dans sa collection Fusion Comics en avril 2012 sous le titre Chroniques des tueuses de vampires : Tome 2  (ISBN 978-2-8094-2357-0). 
Le premier album, Chroniques des tueuses de vampires : Tome 1 sorti en 2011  (ISBN 978-2-8094-2137-8), propose le roman graphique Tales of the Slayers.